# 23279 Ченьхунцзень
23279 Ченьхунцзень (23279 Chenhungjen) — астероїд головного поясу, відкритий 30 грудня 2000 року.
Тіссеранів параметр щодо Юпітера — 3,592.